# 戴维·舒尔金
戴維·喬納森·舒爾金（英語：David Jonathon Shulkin；1959年6月22日—），曾任美國退伍軍人事務部部長。

## 簡介
2015年3月18日，獲時任美國總統贝拉克·奥巴马提名出任退伍軍人部健康次長，2015年7月6日宣誓就職。
2017年1月11日，美國總統唐納·川普提名舒爾金出任美国退伍军人事务部长，隨後他辭去了私營部門工作以準備擔任此公職。2017年2月13日，美國參議院全票通過確認。

## 外部連結
- 官方網站 （页面存档备份，存于）
- 學術簡歷 （页面存档备份，存于）

| 官衔                     | 官衔                                  | 官衔                       |
| ------------------------ | ------------------------------------- | -------------------------- |
| 前任者： 卡羅琳·M·克蘭西 | 退伍軍人事務部健康次官 2015年－2017年 | 繼任者： 谢里夫·埃尔纳哈尔 |
| 前任者： 羅伯特·斯奈德   | 美国退伍军人事务部长 2017年－2018年   | 繼任者： 罗伯特·威尔基     |